# Zwarte Dood

Verspreiding van de pest in Europa vanaf 1347

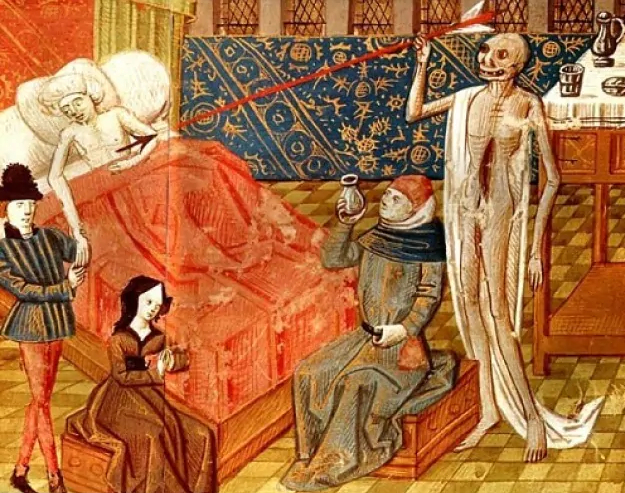
De pest

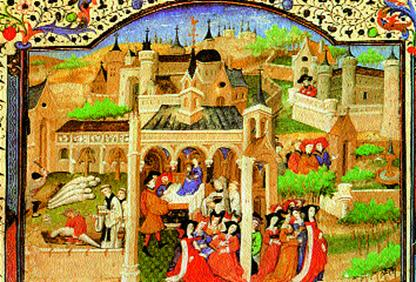
Scène uit de Decamerone

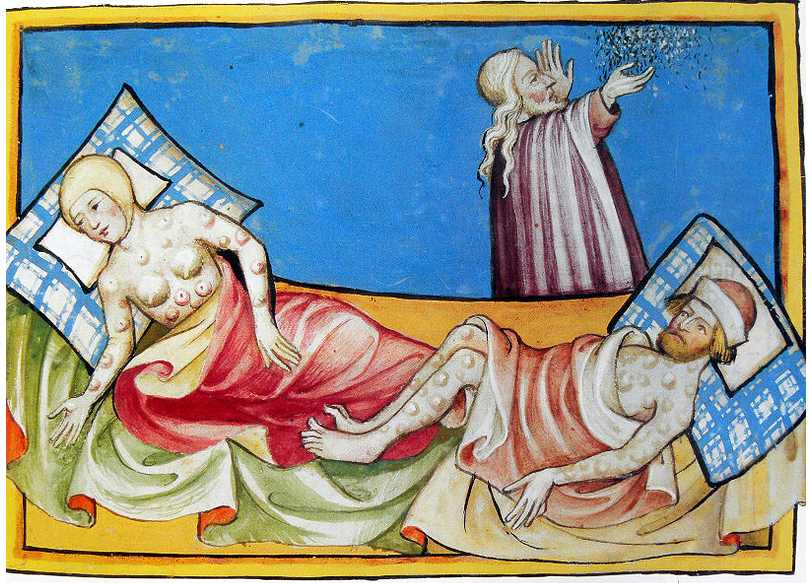
De pest

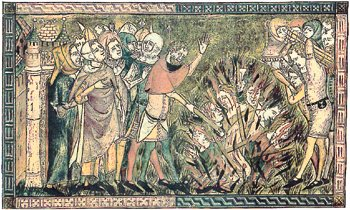
Terechtstelling van joden in Straatsburg, 14 februari 1349

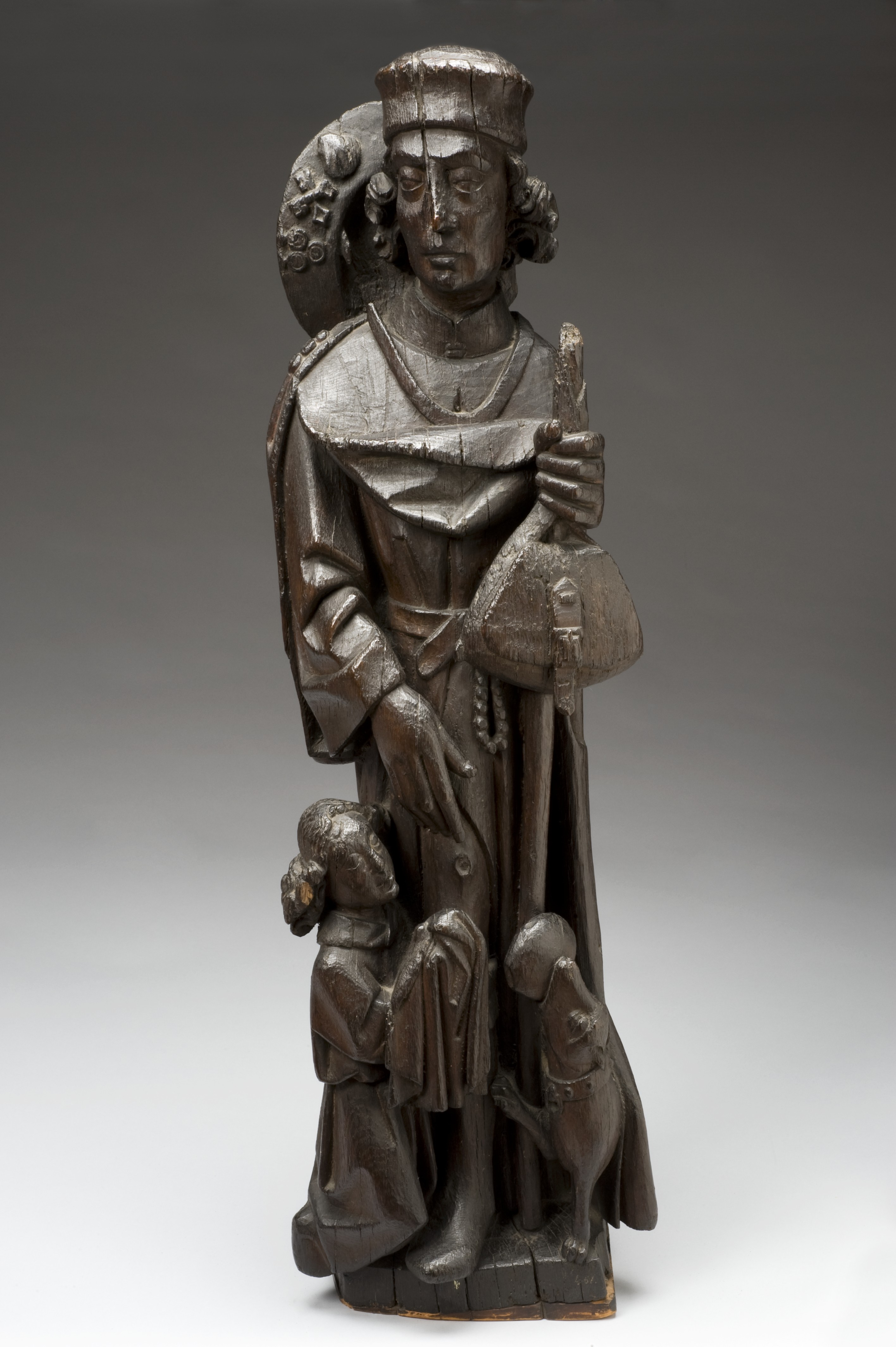
Standbeeld van Sint-Rochus (15e eeuw) die aangeroepen wordt tegen de pest

De Zwarte Dood is de epidemie die van 1347 tot 1352 in Europa woedde en vele slachtoffers maakte, soms tientallen procenten van de bevolking. De epidemie werd veroorzaakt door de pestbacterie en kostte wereldwijd tussen de 75 en 200 miljoen mensen het leven. De pestepidemie greep om zich heen, in de rampzalige veertiende eeuw met politieke en religieuze instabiliteit (Honderdjarige Oorlog en de Babylonische Ballingschap der pausen naar Avignon) en grondige klimaatveranderingen met misoogsten en hongersnood.

## Oorzaak
Meestal werd al aangenomen dat het hier de pest betrof, maar hierover bestond lang geen zekerheid. De mogelijkheid dat de epidemie veroorzaakt werd door een filovirus werd opengelaten. Tot deze groep van virussen behoren onder meer het ebolavirus en het marburgvirus. De pest daarentegen wordt niet veroorzaakt door een virus, maar door de bacterie Yersinia pestis, die verspreid wordt door vlooien die met name op de zwarte rat parasiteren. Dat een bacterie de oorzaak was van de pest en dat deze bacterie verspreid werd door vlooien op ratten, werd pas honderden jaren later bekend. Uit overlevering en tekeningen weten we dat de Zwarte Dood gepaard ging met builen (zwelling van de lymfeklieren), vergelijkbaar met de Aziatische builenpest uit de 18e eeuw. Dit steunt de theorie dat het bij de Zwarte Dood om builenpest ging. In 2010 werden sporen van het DNA van Yersinia pestis gevonden in skeletten uit massagraven waarin slachtoffers van de Zwarte Dood zijn begraven.
In 2021 werden aanwijzingen gepubliceerd dat de Zwarte Dood mogelijk eerder in Europa slachtoffers zou hebben gemaakt.

## Oorsprong
Hoewel het niet helemaal duidelijk is waar deze epidemie in de 14e eeuw precies is begonnen, is wel zeker dat deze uit Azië kwam, waarschijnlijk uit Centraal-Azië. In juni 2022 kwamen onderzoekers tot de conclusie dat de epidemie hoogstwaarschijnlijk ontstond in het noorden van het huidige Kirgizië. De ziekte begon waarschijnlijk bij marmotten, verspreidde zich via vlooien onder ratten en van daaruit onder de mens. De ziekte verspreidde zich van Azië naar Europa via de handel en soldaten. In 1346 arriveerde de ziekte in de Krim, vanuit de Krim verspreidde de ziekte zich over Europa en Noord-Afrika. In Europa werd Italië het eerst getroffen.
Lange tijd namen historici aan dat de Pest zijn intrede in Europa deed naar aanleiding van het beleg van de Mongolen op de Genuese havenstad Caffa aan de Zwarte Zee in 1346-1347. Zij baseerden zich hiervoor op de kroniek van Gabriele de' Mussi die beschreef hoe pestlijders met de katapult de stad in werden geschoten. Vervolgens zou de ziekte zich via de vluchtelingenschepen over het Middellandse Zeegebied hebben verspreid. In een onderzoek uit 2017 bleek dat dit verhaal niet geloofwaardig is.
Tijdens de oorlog die woedde op de Krim maakten de Goude Horde, de Venetianen en de Genuezen gebruik van handelsembargo's om de handel plat te leggen. Toen in 1347 de partijen de embargo's ophieven in het kader van vrede begon de pest zich vanuit de Krim te verspreiden naar het Middellandse Zeegebied.
De ziekte werd als eerste naar Italië gebracht. Na Italië ging de ziekte met de klok mee Europa door: Frankrijk en Spanje, Engeland (in 1348), Nederland, Duitsland, in Bergen in Noorwegen in 1349 en ten slotte rond 1351 in Rusland. De epidemie werd bij het ontstaan in Italië onder meer beschreven door Boccaccio, die over het snelle ziekteverloop schreef dat het kon gebeuren dat men nog lunchte met vrienden, maar vervolgens het avondmaal genoot in het hiernamaals. Boccaccio overleefde de Zwarte Dood toen deze de stadstaat Florence in 1348 teisterde. De ervaring inspireerde hem de Decamerone te schrijven, een verhaal over zeven jonge vrouwen en drie jonge mannen die aan de ziekte ontsnappen door naar een villa buiten de stad te vluchten. In zijn inleiding op het fictiedeel van zijn boek geeft Boccaccio een tot de verbeelding sprekende beschrijving van de effecten van de epidemie op zijn stad.

### Naamgeving
Ondanks dat de pestepidemie wereldwijd gekend is als de Zwarte Dood werd deze term niet gebruikt toen de epidemie door Europa raasde. Zo schreef Boshart in zijn boek 'De pest in Europa 1347 -1352': “De term Zwarte Dood duikt voor het eerst in de zestiende eeuw op in Zweden (1551, Swarta Doden), in de zeventiende eeuw in Engeland (Black Death), en wordt pas in de negentiende eeuw in algemene zin gebruikt. De meest voor de hand liggende verklaring voor de naam Zwarte Dood is een wat al te literaire vertaling van het Latijnse pestis atra of atra mors. De term atra kan zowel met ‘verschrikkelijk’ als met ‘zwart’ worden vertaald. De verschrikking van de epidemie kan makkelijk geassocieerd worden met zwart, zodat ‘zwart’ steeds meer de vertaling wordt van atra.”

## Gevolgen

### Algemeen
Wereldwijd wordt het aantal doden op 75 miljoen geschat, waarvan tussen de 20 en 50 miljoen in Europa. De uitbraak van de Zwarte Dood in de 14e eeuw had een dramatisch effect op de Europese bevolking en ontwrichtte de maatschappij. Velen dachten dat de ziekte een straf van God was. Omdat niemand wist waar de Zwarte Dood vandaan kwam, kregen minderheden de schuld. Zij zouden waterbronnen vergiftigd hebben of op een andere manier besmetting veroorzaken. Deze gedachte leidde tot vervolging van Joden, bedelaars en mensen met lepra. De uitzonderlijke situatie leidde ook tot rondtrekkende zingende flagellanten (groepen dweepzieke zelfkwellers). De dagelijkse strijd om het bestaan zorgde voor een morbide stemming in grote delen van Europa waar mensen kozen voor een 'leven bij de dag'. Dit wordt geïllustreerd in Boccaccio's Decamerone uit 1353. In de novellebundel De dood betrapt (1935) schetst Simon Vestdijk een huiveringwekkend beeld van de uitspattingen waaraan mensen zich aan overgaven om de pest te bezweren:

... ouders die hun kinderen schuw verlaten; onverschilligheid, broedermoord, losbandigheid, tegennatuurlijkheid, kannibalisme, waanzin, bijgeloof. Verstoorde processies en massale vlucht, het heilige der heiligen in de steek gelaten; dramatische bezwijmingen tijdens het bedienen van de mis. Veldslagen en belegeringen in de kiem gesmoord; vrede gesticht met de dood als bemiddelaar. Een rustig ouderdomssterfbed bedorven door een haast postume besmetting; kleinkinderen doodziek, terwijl de grootvader zich uit angst aan uitspattingen gaat overgeven; moeder en pasgeboren kind aangetast, in de beide volgorden; verkoolde bruiloften, dronkemansgelagen, vanuit hun midden uit elkaar geslagen; naakt de straat oplopende vrouwen; gerechtsdienaren die het lijk van een vermoorde weigeren op te graven; een stad plotseling ontvolkt door een uit de lucht gegrepen gerucht, of door een grappenmaker; men vierendeelt de grappenmaker; men beloont of verbrandt heksen; tovenaars worden schatrijk; dansende benden werpen zich, boetedoende, over de wegen; geselbroeders doen de lucht weergalmen; honderd maagden verdrinken zich in een meer; dieren worden beschuldigd, veroordeeld en terechtgesteld of om vergiffenis gesmeekt, afgesneden lichaamsdelen van levenden aan het altaar opgehangen; men eet gestoofde alruinen, gedompeld in mensenbloed....
— Simon Vestdijk

#### Vervolging van de Joden
Omdat Joden minder door de Zwarte Dood zouden zijn getroffen, werden zij ervan verdacht de oorzaak hiervan te zijn. De Joodse arts Balavignus legde hierover een door marteling verkregen geforceerde bekentenis af dat Joden in Zuid-Frankrijk een plan hadden uitgewerkt om christenen te vergiftigen. Het gif zou bestaan uit vermalen harten van christenen, spinnen, kikkers, hagedissen en menselijk vlees. Van dit gif werd een poeder gemaakt, waarmee bronnen van christenen vergiftigd werden. Het verhaal verspreidde zich snel van Zwitserland naar Duitsland en had catastrofale gevolgen voor de Joden in Europa.
Er werden talloze pogroms uitgevoerd in heel Europa, vooral in Zwitserland en Duitsland, met tienduizenden joodse slachtoffers tot gevolg. Er zouden in Europa 210 kleinere en grotere Joodse gemeenschappen zijn vernietigd In deze pogroms zouden 16.000 Joden zijn gedood.
Polen, dat bovendien grotendeels gespaard was door de epidemie, nam een groot aantal verbannen of gevluchte Joden op.

### Slachtoffers en overlevenden
In Europa heeft de ziekte belangrijke verlaging van de inwonertallen veroorzaakt; sterfte van tientallen procenten was niet uitzonderlijk. Geschat wordt dat in totaal ongeveer een derde van de bevolking van Europa stierf. Pas rond 1600 zou de bevolking weer op hetzelfde bevolkingsaantal komen van voor de epidemie. In het boek The Coming Plague uit 1994 stelt de Amerikaanse schrijfster Laurie Garrett dat de Chinese bevolking daalde van 123 miljoen in 1200 tot 65 miljoen in 1393 en dat dit waarschijnlijk werd veroorzaakt door de pest en de hongersnood die erop volgde (de maatschappij raakte vaak ontwricht na een uitbraak van een epidemie, doordat ook de beroepsbevolking zwaar werd getroffen).
In alle ellende kregen de overlevenden extra kansen en vormde de crisis de motor voor sociale promotie. Overgebleven ambtenaren konden door onderbemanning een hoger loon bedingen. De adel zag zich gedwongen om concessies aan de boeren te doen. Familievermogens groeiden vlugger aan door onverwachte erfenissen (vb familie Geoffrey Chaucer). Leken namen het heft in handen met daarbij de emancipatie van de volkstaal tegenover het Latijn. Ook werden, noodgedwongen door het verlies van menselijke arbeidskrachten, de eerste stappen in de richting van mechanisatie gezet.
Voor de uitbraak van de epidemie had slechts tien procent van de mensen kans om ouder dan zeventig te worden. In de eeuwen hierna lag dat heel anders. Toen werd twintig procent van de bevolking ouder dan zeventig. De onderzoekster Sharon DeWitte denkt dat mensen die de epidemie overleefden gemiddeld genomen gezonder waren. Daardoor zouden ze ook betere genen hebben doorgegeven aan hun kinderen. Na de zwarte dood zouden mensen hierdoor ouder zijn geworden.

### Begin moderniteit?
Door de uitzonderlijke aard van deze pestepidemie kwam de toenmalige mens tot het inzicht dat alle zekerheden twijfelachtig waren. Barbara Tuchman stelt in haar boek De waanzinnige veertiende eeuw:

Toen de mensen eenmaal de mogelijkheid tot verandering in een gevestigde orde voor ogen hadden, kwam het einde van een tijdperk van onderworpenheid in zicht; de ommekeer naar een individueel bewustzijn lag in het verschiet. In zoverre is de Zwarte Dood wellicht het onofficiële en niet als zodanig erkende begin van de moderne mens geweest.
— Barbara Tuchman

## Zwarte dood in de media en de kunst

### Romans
- Beirs, van Jean-Claude en Pat, Jonkvrouw
- Willis, Connie, Zwarte winter
- Veen, Sytse van der, De lijfwacht van Janeway
- Thea Beckman, Geef me de ruimte! (1976)

### Novelle
- Simon Vestdijk, De dood betrapt, Het veer, 1935

### Muziek
- Guillaume de Machaut, La Peste ou comment Dieu fit sortir la mort de sa cage

### Film
- Christopher Smith, Black Death, Duits historisch drama, 2010.
- Ingmar Bergman, Het zevende zegel, 1957.
- Paul Verhoeven, Flesh & Blood, 1985.

### Games
- A Plague Tale: Innocence, 2019
- A Plague Tale: Requiem, 2022